# Phoebe Foster
Pour les articles homonymes, voir Foster.
Phoebe Foster (née Angeline Egar le 9 juin 1896 à Center Harbor, comté de Belknap, New Hampshire, et morte en juin 1975 à Boston, Massachusetts) est une actrice américaine.

## Biographie
Phoebe Foster étudie l'art dramatique à l'American Academy of Dramatic Arts de New York et débute dans cette ville au théâtre en 1914, à Broadway. Là, elle joue entre autres dans The Cinderella Man d'Edward Childs Carpenter (1916, avec Berton Churchill et Charles Lane), Patachon de Félix Duquesnel et Maurice Hennequin (1921), Le Chanteur de jazz (en) de Samson Raphaelson (1925-1926, avec Sam Jaffe et George Jessel), Topaze de Marcel Pagnol (1930, avec Frank Morgan dans le rôle-titre et Harry Davenport) et Cynara de H. M. Harwood et Robert Gore-Brown (1931-1932, avec Philip Merivale et Henry Stephenson). Ses deux dernières pièces à Broadway sont représentées en 1938-1939, dont American Landscape d'Elmer Rice (avec Charles Dingle et Isobel Elsom).
Au cinéma, elle apparaît d'abord dans un court métrage de 1919 (son unique film muet). Elle revient au grand écran dans un second court métrage de 1930, précédant son premier long métrage, Tarnished Lady de George Cukor (1931, avec Tallulah Bankhead et Clive Brook). Suivent huit autres longs métrages américains, les deux derniers sortis en 1936, dont The White Angel de William Dieterle (avec Kay Francis et Donald Woods).
Dans l'intervalle, elle contribue notamment à deux autres films de George Cukor sortis en 1933, Haute Société (avec Constance Bennett et Violet Kemble-Cooper) et Les Invités de huit heures (avec Marie Dressler et John Barrymore), ou encore à Anna Karénine de Clarence Brown (1935, avec Greta Garbo et Fredric March).
Retirée définitivement après sa dernière prestation à Broadway en 1939, Phoebe Foster meurt en 1975, à 79 ans.

## Théâtre à Broadway (intégrale)
- 1914-1915 : Under Cover de Roi Cooper Megrue
- 1915 : Back Home de Bayard Veiller
- 1915-1916 : Under Fire de Roi Cooper Megrue
- 1916 : The Cinderella Man d'Edward Childs Carpenter[1]
- 1917 : The Lassoo de Victor Mapes
- 1917-1918 : The Gypsy Trail de Robert Housum
- 1918 : By Pigeon Post d'Austin Page, production de Florenz Ziegfeld : Margot Latour
- 1919 : First is Last de Samuel Shipman et Percival White : Madge
- 1919 : Three's a Crowd d'Earl Derr Biggers et Christopher Morley : Kathleen Kent
- 1921 : Patachon (Toto) de Félix Duquesnel et Maurice Hennequin, adaptation d'Achmed Abdullah : Louise de Tillois
- 1921-1922 : Captain Applejack (en) (Ambrose Applejohn's Adventure) de (et mise en scène par) Walter Hackett : Poppy Faire
- 1924 : Garden of Weeds de (et mise en scène par) Leon Gordon : Dorothy Deldridge
- 1924 : High Stakes de Willard Mack : Dolly Lennon[2]
- 1925-1926 : Le Chanteur de jazz (en) (The Jazz Singer) de Samson Raphaelson : Mary Dale[3]
- 1926 : L'Affaire Donovan (The Donovan Affair) d'Owen Davis : Ruth Linsey[4]
- 1927-1928 : Interference de Roland Pertwee et Harold Dearden : Faith Marlay
- 1929 : Scotland Yard de Denison Cliff : Lady Xandra Usher
- 1929 : The Amorous Antic de (et mise en scène par) Ernest Pascal : Sena Balsam
- 1930 : Topaze de Marcel Pagnol, adaptation de Benn W. Levy, mise en scène de Stanley Logan : Suzy Courtois[5]
- 1930 : That's the Woman de Bayard Veiller : Margaret Erskine
- 1930-1931 : The Truth Game d'Ivor Novello : Rosine Browne
- 1931-1932 : Cynara de H. M. Harwood et Robert Gore-Brown (d'après le roman An Imperfect Lover de ce dernier) : Clemency Warlock[6]
- 1935 : Living Dangerously de Reginald Simpson et Frank Gregory : Helen
- 1938-1939 : Housemaster (en) (Bachelor Born) de Ian Hay (en) : Barbara Fane
- 1938-1939 : American Landscape de (et mise en scène par) Elmer Rice : Carlotta Dale

## Filmographie complète
- 1919 : An Honorable Cad de George Terwilliger (court métrage)
- 1930 : Grounds for Murder de Harold Beaudine (court métrage) : la femme
- 1931 : Tarnished Lady de George Cukor : Germaine Prentiss
- 1931 : The Night Angel de Edmund Goulding : Theresa Masar
- 1933 : Haute Société (Our Betters) de George Cukor : la princesse Flora
- 1933 : Scarlet River (en) de Otto Brower : elle-même
- 1933 : Les Invités de huit heures (Dinner at Eight) de George Cukor : Mlle Alden
- 1935 : Anna Karénine (Anna Karenina) de Clarence Brown : Dolly
- 1935 : Tempête au cirque (O'Shaughnessy's Boy) de Richard Boleslawski : une spectatrice de la parade à Camel
- 1936 : L'Ange blanc (The White Angel) de William Dieterle : Elizabeth Herbert
- 1936 : L'Enchanteresse (The Gorgeous Hussy) de Clarence Brown : Emily Donaldson